# آلومینیوم اکسی‌نیترید
آلومینیوم اکسی‌نیترید(به انگلیسی: Aluminium Oxynitride؛ تجاری‌سازی شده با نام ALON توسط شرکت سورمت) با فرمول شیمیایی (AlN)x(Al2O3)1−x (0.30 ≤ x ≤ 0.37)، یک سرامیک شفاف است که از آلومینیوم، اکسیژن و نیتروژن تشکیل شده است. ALON از نظر نوری در نواحی نزدیک به فرابنفش، مرئی و امواج مادون قرمز طیف الکترومغناطیسی شفاف است(≥ 80%). سختی آن چهار برابر شیشه سیلیکا ذوب شده، 85 درصد سخت‌تر از یاقوت کبود و قریب به 115 درصد سخت‌تر از اسپینل آلومینات منیزیم است. از آنجایی که ساختار اسپینل مکعبی دارد، می‌توان آن را به پنجره‌های شفاف، صفحات، گنبدها، میله‌ها، لوله‌ها و سایر اشکال با استفاده از تکنیک‌های مرسوم پردازش پودر سرامیکی ساخت.
ALON سخت ترین سرامیک شفاف پلی‌کریستالی موجود تجاری است. به دلیل وزن نسبتاً کم، خواص نوری و مکانیکی متمایز، و مقاومت در برابر اکسیداسیون یا تشعشع، برای کاربردهایی مانند پنجره‌های ضد گلوله، مقاوم در برابر انفجار و اپتوالکترونیک مناسب است. نشان داده شده است که زره‌های مبتنی بر ALON می‌توانند در برابر گلوله‌های ضدزره تا .50 BMG ایستادگی کنند.

ALON به صورت تجاری در اندازه های بزرگ به اندازه 18 در 35 اینچ(460 میلی‌متر × 890 میلی‌متر؛ 46 سانتی‌متر × 89 سانتی‌متر) پنجره های یکپارچه موجود است.

## خواص
ALON نسبت به آسیب‌پذیری در برابر انواع‌ اسیدها، بازها و آب مقاوم است.
این ماده تا دمای ۱۲۰۰ درجه سانتیگراد جامد باقی می‌ماند.
سه برابر سختتر از فولاد باضخامت مشابه است.
آلومینیوم شفاف به دلیل داشتن تنش پسماند بین لایهای کمتر، در برابر لایه لایه شدگی مقاومت بیشتری دارد.
از آنجایی که آلومینیوم شفاف در واقع کریستال شفاف است ضریب شکست یکنواختی در نواحی بزرگ دارد.
ضد خش است و طول عمر بالایی دارد.

### خواص مکانیکی
آلومینیوم اکسی‌نیترید دارای خواص مکانیکی زیر است: 
- مدول یانگ:  334 GPa
- مدول برشی: 135 GPa
- نسبت پواسون: 0.24
- سختی نوپ: 1800 kg/mm2 (0.2 kg load)
- چقرمگی شکست: 2.0 MPa·m1/2
- قدرت خمشی: 0.38–0.7 GPa
- مقاومت فشاری: 2.68 GPa

### خواص حرارتی و نوری
آلومینیوم اکسی‌نیترید دارای خواص حرارتی و نوری زیر است:
- گرمای ویژه: 0.781 J/(g·°C)
- هدایت حرارتی: 12.3 W/(m·°C)
- ضریب انبساط گرمایی: ~4.7×10−6/°C
- محدوده شفافیت: 200–5000 nm

## کاربردها
ALON برای پنجره‌های نوری مادون قرمز، با شفافیت بیش از 80 درصد در طول موج‌های کمتر از حدود 4 میکرومتر استفاده می‌شود. شفافیت این پنجره‌ها در حدود 6 میکرومتر به نزدیک صفر می‌رسد. به این ترتیب، کاربردهایی مانند استفاده در اجزای سنسور، دوربین‌های تخصصی مادون قرمز، و پنجره‌هایی برای ارتباطات لیزری دارد. همچنین به عنوان لایه غیرفعال‌سازی رابط در برخی از استفاده‌های مرتبط با نیمه‌هادی‌ها مورد استفاده قرار می‌گیرد.
علاوه بر این، از آنجایی که ALON می‌تواند قدرت نسبتاً بالایی داشته باشد، به عنوان یک مانع محافظ برای سیستم‌هایی به کار می‌رود که ممکن است در معرض محیط‌های خارجی خاص قرار بگیرند. به عنوان مثال، ALON می‌تواند به عنوان یک پنجره یا یک گنبد برای قسمت بیرونی موشک استفاده شود.
ALON کمتر از نیمی از وزن و ضخامت زره شفاف شیشه‌ای را داراست. زره ALON با ضخامت 1.6 اینچ(41 میلی‌متر؛ 4.1 سانتی‌متر) می‌تواند گلوله‌های ضد زره  BMG .50 را متوقف کند. گلوله‌ای که می‌تواند 3.7 اینچ(94 میلی‌متر؛ 9.4 سانتی‌متر) در لمینت شیشه‌ای سنتی نفوذ کند.

در سال 2005، نیروی هوایی ایالات متحده شروع به آزمایش ALON، برای ارتقاء محافظت از سربازان کرد.

## ساخت
ALON را می‌توان به صورت پنجره‌ها، صفحات، گنبدها، میله‌ها، لوله‌ها و سایر اشکال با استفاده از تکنیک‌های مرسوم پردازش پودر سرامیکی ساخت. ترکیبات آن می‌تواند تا حدی متغیر و متفاوت باشد؛ محتوای آلومینیوم بین ۳۰ درصد تا ۳۶ درصد متغیر است که تنها بین ۱ تا ۲ درصد بر حجم و مدول های برشی تأثیر می‌گذارد.
به طور کلی آماده‌سازی سرامیک شفاف ALON در دو مرحله رخ می‌دهد. دو مرحله‌ شامل مراحل زیر است: (۱) سنتز پودر ALON با خلوص بالا و بسیار ریز و (۲) قالب‌گیری در اشکال و اندازه‌های مختلف و پخت سرامیک با چگالی کامل و بسیار شفاف با استفاده از روش‌های تف‌جوشی مختلف.
مسیرهای مختلف سنتز پودر برای تولید پودرهای ریز و تک فاز ALON توسعه یافته و گزارش شده است. دو مورد از آنها دارای مزایای قابل توجهی در مقایسه با دیگران هستند، زیرا آنها قادر به سنتز پودرهای ALON با کیفیت بالا هستند که برای تهیه سرامیک ALON ضروری هستند. . یکی از آنها مستقیم است؛ واکنش بین AlN و Al2O3 و دیگری واکنش کاهش کربوترمال کربن و Al2O3 است. با این حال، هزینه بالای پودر AlN با کیفیت بالا کاربرد صنعتی روش اول را محدود می‌کند. برای رویکرد دوم، به دست آوردن ALON تک فاز بسیار دشوار است، زیرا کربن موجود در محصول معمولاً به صورت ناخالصی ظاهر می‌شود و منجر به تکرارپذیری ضعیف می‌شود.
کاهش دمای تکلیس برای سنتز تک فاز ALON بسیار مهم است، که می‌تواند کیفیت پودر(توزیع ذرات) را افزایش دهد و هزینه تولید را کاهش دهد. برای ساخت ALON تک فاز با کیفیت بالا، روش احیا و نیتریداسیون آلومینیومی با استفاده از Al و Al2O3 به عنوان مواد خام مورد نظر قرار گرفته است. فرآیند تف‌جوشی برای ALON معمولاً شامل دماهای بالا و مدت زمان پخت طولانی است، همچنین فرآیند با فشار بالا رخ می‌دهد تا دستیابی به چگالی کامل و شفافیت نوری ممکن شود.
پودر Al و پودر Al2O3 با نسبت Al/Al2O3 11-89 درصد وزنی آسیاب شده و در یک بطری پلی اورتان با توپ‌های ZrO2 در جو N2 به مدت 24 ساعت مخلوط می‌شوند. پودر ALON با تکلیس مخلوط‌های Al/Al2O3 در یک کوره گرافیتی در دمای 1700 درجه سانتی گراد به مدت 3 ساعت با جریان نیتروژن روان به دست می‌آید. سپس پودر ALON آسیاب می‌شود و از طریق الک 250 مش غربال می‌شود و سپس مقادیر خاصی از Y2O3 اضافه می‌شود. این مخلوط به مدت 24 ساعت دیگر تحت همان شرایط آسیاب می‌شود. سپس 2.33 گرم پودر با استفاده از پلی وینیل الکل به عنوان بایندر به صورت تک محوری در یک گلوله با 20 مگاپاسکال فشرده می‌شود. قبل از پخت بدون فشار در دمای 1860 و 1880 درجه سانتیگراد در جریان گاز N2 به مدت 10 ساعت، گلوله ها تحت فشار ایزواستاتیک سرد (CIP) در 250 مگاپاسکال و در دمای 650 درجه سانتیگراد به مدت 5 ساعت در هوا کلسینه می‌شوند تا بایندر و بقایای کربن احتمالی از آن جدا شوند.
قالب‌های ALON ساخته شده، تحت عملیات حرارتی(تراکم) در دماهای بالا قرار میگیرند و به دنبال آن آسیاب و صیقل داده می‌شوند تا شفاف شوند. این ماده می‌تواند دمای حدود 2100 درجه سانتی گراد (2370 کلوین) را در جو بی‌اثر تحمل کند. همچنین عملیات‌هایی مانند سنگ‌زنی و پولیش به طور قابل ملاحظه‌ای مقاومت در برابر ضربه و سایر خواص مکانیکی ماده را بهبود می بخشد.[8]

## پتنت‌ها
اختراعات ثبت شده مربوط به آلومینیوم اکسی‌نیترید عبارتند از:

فرآیند تولید اکسی نیترید آلومینیوم مکعبی پلی کریستالی، JW McCauley U.S. Patent 4,241,000, 1980
اکسی نیترید آلومینیوم با ویژگی های نوری بهبود یافته و روش ساخت، TM Hartnett, RL Gentilman US Patent 4,481,300 1984
اکسی نیترید آلومینیوم شفاف و روش ساخت، RL Gentilman, EA Maguire U.S. Patent 4,520,116, 1985; U.S. Patent 4,720,362, 1988
مقاله سرامیکی مبتنی بر اکسی نیترید آلومینیوم شفاف،  JP Mathers U.S. Patent 5,231,062, 1993
جستارهای وابسته
- ترکیب شیمیایی
- نام‌گذاری اتحادیه بین‌المللی شیمی محض و کاربردی